# 4609 Pizarro
A 4609 Pizarro (ideiglenes jelöléssel 1988 CT3) a Naprendszer kisbolygóövében található aszteroida. Eric Walter Elst fedezte fel 1988. február 13-án.